# Berger
För andra betydelser, se Berger (olika betydelser).
Berger är ett efternamn som finns i flera länder.

## Personer med efternamnet Berger

### A
- Ada Berger (född 1977), svensk regissör och dramatiker
- Alain Berger (född 1970), schweizisk orienterare
- Alexander Berger (1844–1901), svensk matematiker
- Alfred Berger (konståkare) (1894–1966), österrikisk konståkare
- Alfred Berger (född 1961), österrikisk arkitekt
- Alfred von Berger (1853–1912), österrikisk teaterledare
- Alwin Berger (1871–1931), tysk botaniker
- Anders Berger (1815–1871), svensk bruksägare
- Anita Berger (född 1939), svensk skådespelare och trubadur
- Arthur Berger (1912–2003), amerikansk tonsättare

### B
- Bengt Berger, flera personer
  - Bengt Berger (musiker) (född 1942), svensk musiker
  - Bengt Berger (skådespelare) (1922–1986), svensk skådespelare
- Bror Berger (1877–1948), svensk skådespelare

### C
- Carl Berger, flera personer
  - Carl Berger (präst) (1865–1939), svensk präst
  - Carl Berger (konstnär) (1885–1938), svensk skulptör
- Carl Magnus Berger (1915–1964), svensk industriman
- Carl Wilhelm Berger (1801–1882), svensk donator
- Carolina Berger (1823–1892), svensk porträttmålare
- Charlotta Berger (1784–1852), svensk författare
- Christiaan Berger (1911–1965), holländsk friidrottare
- Christian Johan Berger (1724–1789), dansk läkare

### D
- David Mark Berger (1944–1972), amerikansk-israelisk tyngdlyftare

### E
- Edwin Berger (1871–1962), svensk industriman
- Einar Berger (1880–1963), svensk ingenjör
- Emil Berger (född 1991), svensk fotbollsspelare
- Erik Berger (1925–2018), svensk företagare och racerförare

### F
- Frank Berger (1846–1916), svenskamerikansk bildhuggare
- Frédéric Berger (född 1964), fransk backhoppare

### G
- Gerhard Berger (född 1959), österrikisk racerförare
- Gottlob Berger (1896–1975), tysk general
- Gregg Berger (född 1950), amerikansk röstskådespelare
- Gunvald Berger (1907–1985), svensk sjömilitär

### H
- Han Berger (född 1950), nederländsk fotbollsspelare och tränare
- Hans Berger (1873–1941), tysk läkare
- Harry Berger (1924–1995), svensk pressfotograf
- Helmut Berger (1944–2023), österrikisk skådespelare
- Henning Berger (1872–1924), svensk författare
- Henrik Berger (född 1969), svensk fotbollsspelare

### I
- Isaac Berger (1936–2022), amerikansk tyngdlyftare
- Ivar Berger (1861–1937), svensk jurist och idrottsledare

### J
- Jan Berger (född 1955), tjeckoslovakisk fotbollsspelare
- Jan-Eric Berger (född 1941), svensk journalist och producent
- Johan Christian Berger (1803–1871), svensk konstnär och militär
- Johan Göran Berger (1778–1856), svensk kompositör och militär
- Johann Just von Berger (1723–1791), tysk-dansk läkare
- Johann Nepomuk Berger, flera personer
  - Johann Nepomuk Berger (politiker) (1816–1870), österrikisk jurist och politiker
  - Johann Nepomuk Berger (schackspelare) (1845–1933), österrikisk schackspelare och -teoretiker
- John Berger, flera personer
  - John Berger (författare) (1926–2017), brittisk författare
  - John Berger (längdåkare) (1909–2002), svensk längdskidåkare
- Joseph Berger (född 1999), svensk ishockeyspelare
- Justus Berger (1851–1917), svensk militär

### K
- Karen Berger (född 1958), amerikansk serietidningsredaktör
- Karl Berger, (1898–1993), schweizisk åskforskare
- Kerstin Berger (1916–2003), svensk skådespelare
- Kurt Berger (1904–1962), svensk industriman

### L
- Lars Berger, flera personer
  - Lars Berger (bergsman) (1750–1804), svensk bergsman och riksdagsman
  - Lars Berger (idrottsman) (född 1979), norsk skidskytt och längdåkare
  - Lars Vilhelm Berger (1753–1828), svensk kryddhandlare och riksdagsman
- Lotte Berger (1907–1990), tysk skådespelare
- Ludwig Berger, flera personer
  - Ludwig Berger (arkeolog) (1933–2017), schweizisk arkeolog
  - Ludwig Berger (kompositör) (1777–1839), tysk kompositör
  - Ludwig Berger (regissör) (1892–1969), tysk regissör
- Luis Berger (1588–1641), sydamerikansk missionär

### M
- Margaret Berger (född 1985), norsk popartist
- Margareta Berger (1903–1987), svensk journalist, redaktör, författare och presshistoriker
- Mark Berger (född 1954), kanadensisk judoutövare
- Matthias Berger (1825–1897), tysk arkitekt
- Mikael Berger (född 1963), svensk kanotist

### O
- Olle Berger (1902–1995), svensk ämbetsman
- Óscar Berger (född 1946), peruansk president
- Ossian Berger (1849–1914), svensk politiker

### P
- Patrik Berger (född 1973), tjeckisk fotbollsspelare
- Patrik Berger (musikproducent) (född 1979), svensk musikproducent
- Patrik Berger (född 1973), tjeckisk fotbollsspelare
- Peter Berger (född 1949), västtysk roddare
- Peter L. Berger (1929–2017), amerikansk sociolog

### S
- Senta Berger (född 1941), österrikisk skådespelare och regissör
- Simon J. Berger (född 1979), svensk skådespelare
- Sven Berger (född 1938), svensk musiker

### T
- Tage Berger (1891–1974), svensk ämbetsman
- Theodor Berger, flera personer
  - Theodor Berger (tysk jurist) (1683–1773), tysk jurist och historiker
  - Theodor Berger (svensk jurist)  (1818–1888), svensk jurist och politiker
  - Theodor Berger (politiker) (1875–1956), österrikisk politiker och folklivsforskare
  - Theodor Berger (tonsättare) (1905–1992), österrikisk tonsättare
- Tora Berger (född 1981), norsk skidskytt
- Tore Berger (född 1938), svensk konstnär
- Tore Berger (kanotist) (född 1944), norsk kanotist

### V
- Victor Berger (1860–1929), österrikisk-amerikansk politiker
- Vilhelm Berger (1867–1938), svensk-amerikansk tidningsman

### W
- Wilhelm Berger (1861–1911), tysk tonsättare
- Wilhelm Peterson-Berger (1867–1942), svensk nationalromantisk tonsättare

### Y
- Yngve Berger (1934–2018), svensk författare